# Anaxyrus speciosus
Anaxyrus speciosus är en groddjursart som först beskrevs av Girard 1854.  Anaxyrus speciosus ingår i släktet Anaxyrus och familjen paddor. IUCN kategoriserar arten globalt som livskraftig. Inga underarter finns listade i Catalogue of Life.

## Bildgalleri

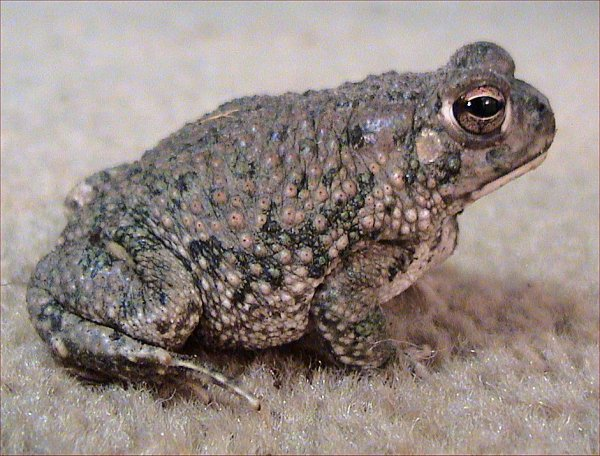